# Secure Real-time Transport Protocol
Secure Real-time Transport Protocol também conhecido por SRTP é um protocolo de redes usado em voz sobre IP para transmitir vários tipos de mídia. É uma extensão do Real-time Transport Protocol, também chamado RTP, que adiciona medidas de segurança como autenticação, confidencialidade e criptografia.
Foi publicado pelo IETF em 2004 na forma do RFC 3711.